# Kings Park (del av en befolkad plats)
Kings Park är en del av en befolkad plats i Australien. Den ligger i kommunen Unley och delstaten South Australia, nära delstatshuvudstaden Adelaide.
Runt Kings Park är det ganska tätbefolkat, med 222 invånare per kvadratkilometer.. Närmaste större samhälle är Adelaide, nära Kings Park. 
I omgivningarna runt Kings Park växer huvudsakligen savannskog. Genomsnittlig årsnederbörd är 729 millimeter. Den regnigaste månaden är juni, med i genomsnitt 133 mm nederbörd, och den torraste är december, med 21 mm nederbörd.